# Навидад (Чили)
Навидад (исп. Navidad) — посёлок в Чили. Административный центр одноимённой коммуны. Население — 615 человек (2002).   Посёлок и коммуна входит в состав провинции Карденаль-Каро и области Либертадор-Хенераль-Бернардо-О’Хиггинс.
Территория — 300 км². Численность населения — 6 641 жителя (2017). Плотность населения — 22,1 чел./км².

## Расположение
Посёлок расположен в 105 км на северо-запад от административного центра области города Ранкагуа и в 52 км на северо-восток от административного центра провинции  города Пичилему.
Коммуна граничит:
- на севере — c коммуной  Санто-Доминго
- на востоке — с коммуной Литуэче
- на юге — c коммуной Литуэче

На западе коммуны расположен Тихий океан.

## Демография
Согласно сведениям, собранным в ходе переписи 2017 г  Национальным институтом статистики (INE),  население коммуны составляет:
| Полное население                          | Полное население                          | Полное население                          | Полное население                          | Полное население                          | 6 641 |
| ----------------------------------------- | ----------------------------------------- | ----------------------------------------- | ----------------------------------------- | ----------------------------------------- | ----- |
| в том числе:                              | Городское население                       | 0                                         | Процент городского населения, %           | 0                                         |       |
|                                           | Сельское население                        | 6 641                                     | Процент сельского населения, %            | 100                                       |       |
|                                           | Мужское население                         | 3 475                                     | Процент мужского населения, %             | 52,33                                     |       |
|                                           | Женское население                         | 3 166                                     | Процент женского населения, %             | 47,67                                     |       |
| Плотность населения, чел/км²              | Плотность населения, чел/км²              | Плотность населения, чел/км²              | Плотность населения, чел/км²              | Плотность населения, чел/км²              | 22,1  |
| Население коммуны в % к населению области | Население коммуны в % к населению области | Население коммуны в % к населению области | Население коммуны в % к населению области | Население коммуны в % к населению области | 0,73  |

| Динамика изменения населения коммуны | Динамика изменения населения коммуны | Динамика изменения населения коммуны | Динамика изменения населения коммуны |
| ------------------------------------ | ------------------------------------ | ------------------------------------ | ------------------------------------ |
| 1992                                 | 2002                                 | 2012                                 | 2017                                 |
| 5423                                 | 5422▼                                | 5650▲                                | 6641▲                                |

## Важнейшие населенные пункты[4]
| №  | Населённый пункт | Населённый пункт (исп.) | Категория | Население чел. (2002) | На карте                        |
| -- | ---------------- | ----------------------- | --------- | --------------------- | ------------------------------- |
| 1  | Навидад          | Navidad                 | поселок   | 615                   | 33°57′13″ ю. ш. 71°49′54″ з. д. |
| 2  | Рапель           | Rapel                   | поселок   | 614                   | 33°56′37″ ю. ш. 71°44′17″ з. д. |
| 3  | Ла-Бока          | La Boca                 | поселок   | 490                   | 33°55′27″ ю. ш. 71°50′46″ з. д. |
| 4  | Пупуя-Сентро     | Pupuya Centro           | поселок   | 270                   | 34°00′09″ ю. ш. 71°51′12″ з. д. |
| 5  | Ла-Вега-де-Пупуя | La Vega de Pupuya       | поселок   | 222                   | 33°59′22″ ю. ш. 71°52′52″ з. д. |
| 6  | Эль-Майтен       | El Maitén               | поселок   | 201                   | 33°59′09″ ю. ш. 71°48′57″ з. д. |
| 7  | Пупуя-Сур        | Pupuya Sur              | поселок   | 174                   | 34°02′43″ ю. ш. 71°50′36″ з. д. |
| 8  | Ликанчеу-Абахо   | Licancheu Abajo         | поселок   | 143                   | 33°55′06″ ю. ш. 71°48′18″ з. д. |
| 9  | Ла-Полькура      | La Polcura              | поселок   | 132                   | 34°02′32″ ю. ш. 71°54′21″ з. д. |
| 10 | Эль-Мансано      | El Manzano              | поселок   | 112                   | 34°05′16″ ю. ш. 71°54′43″ з. д. |
| 11 | Пиучен           | Piuchén                 | поселок   | 109                   | 33°56′49″ ю. ш. 71°45′06″ з. д. |
| 12 | Матансас         | Matanzas                | поселок   | 108                   | 33°57′25″ ю. ш. 71°52′17″ з. д. |
| 13 | Риско-Колорадо   | Risco Colorado          | поселок   | 101                   | 33°59′50″ ю. ш. 71°44′31″ з. д. |